# 1395

## Události
- v Českých zemích epidemie neznámé choroby

## Narození
- Fra Angelico, italský mnich a malíř rané renesance († 18. února 1455)

## Úmrtí
- 22. února – Feng Šeng, čínský vojevůdce (* 1330)
- 26. dubna – Kateřina Lucemburská, rakouská vévodkyně a pak braniborská markraběnka (* asi 1342)
- srpen – Albrecht III. Habsburský, rakouský vévoda (* cca 1349)
- 17. května
  - Kralevic Marko, srbský despota (* 1335)
  - Marie Uherská, uherská a chorvatská panovnice (* 1371)
- 12. prosince – Jolanda z Dampierre, hraběnka z Baru a regentka (* 15. září 1326)
- ? – Guillaume Tirel, kuchař francouzského dvora (* 1310)

## Hlava státu
- České království – Václav IV.
- Moravské markrabství – Jošt Moravský
- Svatá říše římská – Václav IV.
- Papež – Bonifác IX. a Benedikt XIII. (vzdoropapež)
- Anglické království – Richard II.
- Francouzské království – Karel VI. Šílený
- Polské království – Hedvika z Anjou a Vladislav II. Jagello
- Uherské království – Zikmund Lucemburský
- Litevské knížectví – Vladislav II. Jagello
- Byzantská říše – Manuel II. Palaiologos